# Campionato italiano di hockey su ghiaccio 1956-1957
Il Campionato italiano di hockey su ghiaccio 1956-57 vede il ritorno della serie A che si gioca dopo una stagione di stop, dovuta alla contemporaneità con le Olimpiadi a Cortina.

## Serie A
Molte le novità: la più importante riguarda le due società milanesi (Milano Inter e Diavoli Rossoneri Milano). I rispettivi dirigenti, stanchi di esporsi finanziariamente, intendono chiudere le società, ma al termine di diverse trattative, volute dal Presidente della FISG Remo Vigorelli -(Presidente dal 1952 al 1961)- si giunge alla fusione delle due squadre creando una nuova società, il Milan Inter Hockey Club il cui Presidente è Mario Lucioni.
Sempre per motivi economici l'Alleghe cessa l'attività sportiva e al suo posto, con l'avallo della Federazione, viene creata una nuova società denominata HC Monte Civetta Alleghe iscritta al Campionato di Promozione (il torneo della serie cadetta).

### Formazioni

La formazione dell'SG Cortina campione d'Italia

Dopo la defezione dell'Alleghe e la fusione delle due squadre meneghine sono quindi sei le squadre iscritte: HC Milan Inter, SG Cortina, HC Bolzano, Fiat Torino, HC Auronzo ed Ortisei.

### Formula
Si gioca un girone all'italiana con partite di andata e ritorno. L'ultima squadra retrocede nella serie cadetta.

### Campionato
Alla vigilia le formazioni favorite sono quelle del Milaninter, del Cortina, del Bolzano e del Fiat Torino. Più staccate Auronzo e Ortisei che potrebbero essere penalizzate dalla mancanza di una superficie artificiale su cui giocare ed allenarsi. Sul ghiaccio, però, i pronostici vengono in parte smentiti, l'Auronzo risulta essere più ostico del previsto, mentre la lotta per la conquista dello scudetto vede in lizza solo Milaninter e Cortina. E sono proprio le gare che mettono di fronte le due formazioni ad essere determinanti: nella gara di andata, giocata a Cortina, le condizioni atmosferiche sono proibitive, a causa di una bufera di neve e della scarsa visibilità; nonostante ciò gli arbitri (Bruno Stenico e Romano Gasser) decidono di disputare ugualmente la partita che termina 3-1 per i padroni di casa; i milanesi sporgono reclamo alla Commissione Tecnica (di cui lo stesso Bruno Stenico fa parte) che viene respinto.
La gara di ritorno ha il sapore di una finale; alla vigilia le due squadre sono appaiate in classifica a 14 punti e con un incontro a testa ancora da disputare. Per il quoziente reti, se per i milanesi è obbligatorio vincere, agli ospiti basta un pareggio. La gara risulta essere emozionante e piena di capovolgimenti di fronte. Per ben due volte, nel primo periodo, gli ampezzani si portano in vantaggio con Nebby Thrasher e Gianfranco Da Rin, ma Anthony Poeta annulla il vantaggio con una doppietta. Il periodo centrale si chiude in parità con le reti di Ernesto Crotti e  Gianfranco Da Rin. Nell'ultima frazione di gioco Ernesto Crotti porta in vantaggio i milanesi realizzando il 4-3, ma due minuti più tardi Nebby Thrasher pareggia. All'11' è Francesco Macchietto a chiudere l'incontro riprendendo una corta respinta di Vittorio Bolla e insaccando il disco per il definitivo 5-4 che assegna al Cortina il suo secondo titolo. Nelle ultime due gare, contro il Fiat Torino, gli ampezzani vincono per 6-3, mentre il Milaninter pareggia 7-7.

#### Classifica Finale
L'Ortisei retrocede (tuttavia rimarrà in Serie A per la rinuncia a partecipare al massimo campionato da parte dell'HC Torino la stagione seguente).
 La Sportivi Ghiaccio Cortina vince il suo secondo scudetto, 25 anni dopo il primo.

Formazione Campione d'Italia: Portieri: Elio Alverà e Angelo Bernardi. Difensori: Carmine Tucci - Gianfranco Da Rin - Giampaolo Gaspari - Luciano Alberti - Annibale Frener. Attaccanti: Giulio Oberhammer - Francesco Macchietto - Bruno Frison - Alberto Da Rin - Wilfred Thrasher - Luigi Da Rin - Paolo Gaspari.